# 尼洛凯里
尼洛凯里（Nilokheri），是印度哈里亚纳邦Karnal县的一个城镇。总人口16400（2001年）。

## 人口
该地2001年总人口16400人，其中男性8596人，女性7804人；0—6岁人口2050人，其中男1129人，女921人；识字率72.88%，其中男性为76.58%，女性为68.80%。